# چغک‌چینی نپالی
چغک‌چینی نپالی (نام علمی: Alcippe nipalensis) نام یک گونه از سرده چغک‌چینی است.